# Mezőkeresztes
Mezőkeresztes és una ciutat del comtat de Borsod-Abaúj-Zemplén a Hongria. Està situada a 35 km al sud de la capital de comtat, Miskolc. Prop de la població hi ha Mezőnagymihály (uns 4 km), Mezőnyárád (4 km), Szentistván (uns 8 km) i Mezőkövesd (12 km). La seva població el 2008 era de 4.130 habitants.

## Història
S'esmenta al segle xiv com a part de l'àrea d'influència del castell hongarès de Diósgyőr. El rei Ladislau V li va concedir mercat i estatus de ciutat. És famosa per la batalla lliurada a la rodalia el 26 d'octubre de 1596.
Vegeu: Batalla de Mezökeresztes.
Va prosperar al segle xvii i XVIII però el XIX va esdevenir un poble petit. El 1950 s'hi va trobar petroli però no fou rendible explotar-lo fins als anys vuitanta. L'1 de juliol de 2009 va adquirir novament estatus de ciutat.